# Hôtel de la Caisse d'épargne de Joigny
L’hôtel de la Caisse d’épargne est un bâtiment du début du XXe siècle situé à Joigny, en France. Il a autrefois accueilli un établissement bancaire, pour lequel il a été construit.

## Situation et accès
L’édifice est situé au no 17 de la rue Saint-Jacques, entre les rues Camille-Delpy et Pasteur, à l’ouest du centre-ville de Joigny, et plus largement vers le nord-ouest du département de l’Yonne.

## Histoire

### Structures précédentes
Il y a précédemment, à cet endroit, un amas de constructions traversée par la ruelle des Perroquets. L’hebdomadaire régional L’Écho de l’Yonne évoque à l’époque des « constructions malsaines », une « antique ruelle [...] si tortueuse, si infecte » dans un « quartier déshérité ». L’amas dans cet îlot urbain est donc rasé pour la nouvelle construction.

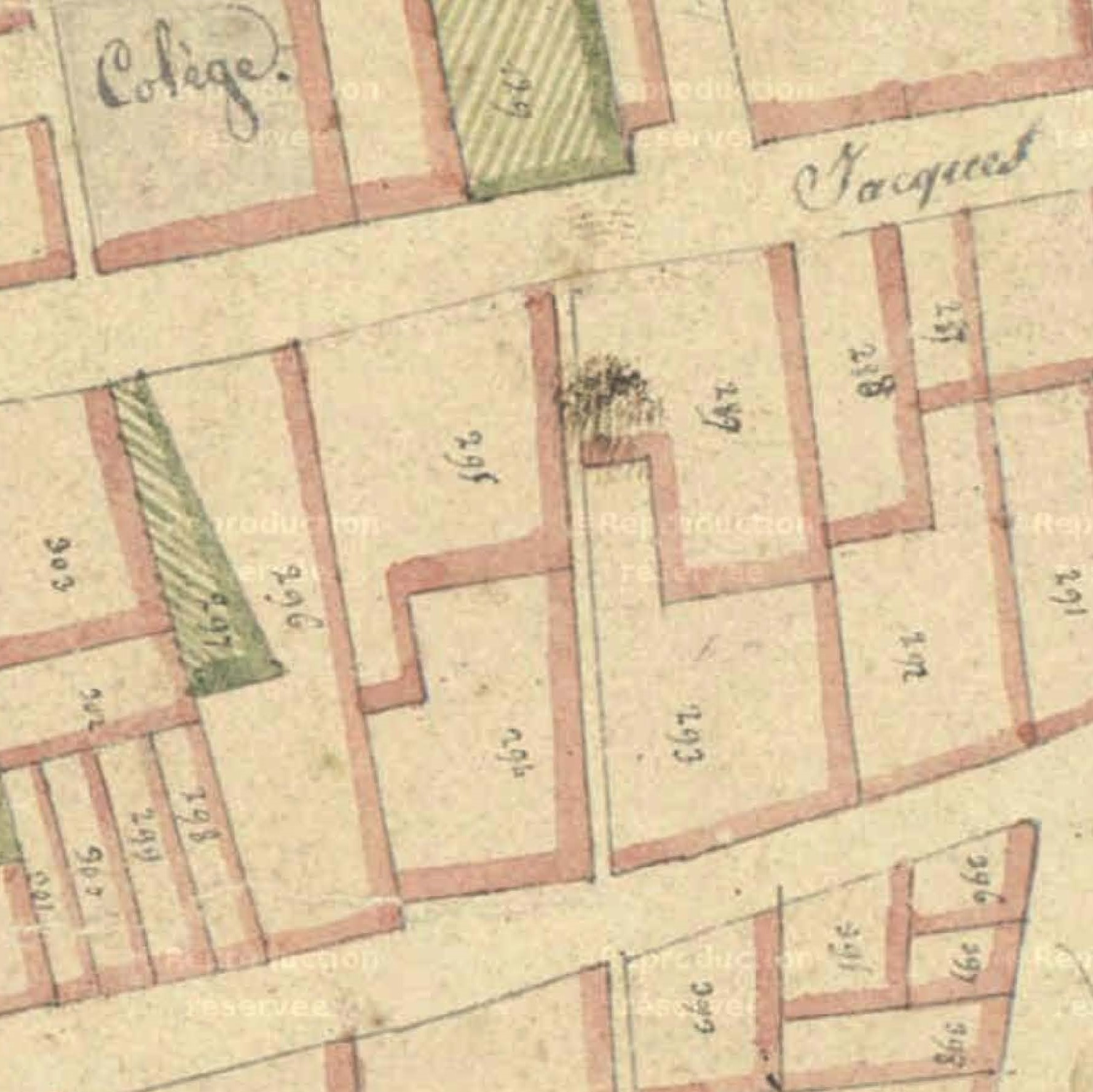
Plan cadastral de 1823 représentant les parcelles et la ruelle sur ces lieux.

### Adjudication
En février-mars 1904, les travaux de maçonnerie sont adjugés à un entrepreneur de Joigny dénommé Darchy pour un devis de 110 000 francs.

### Première pierre

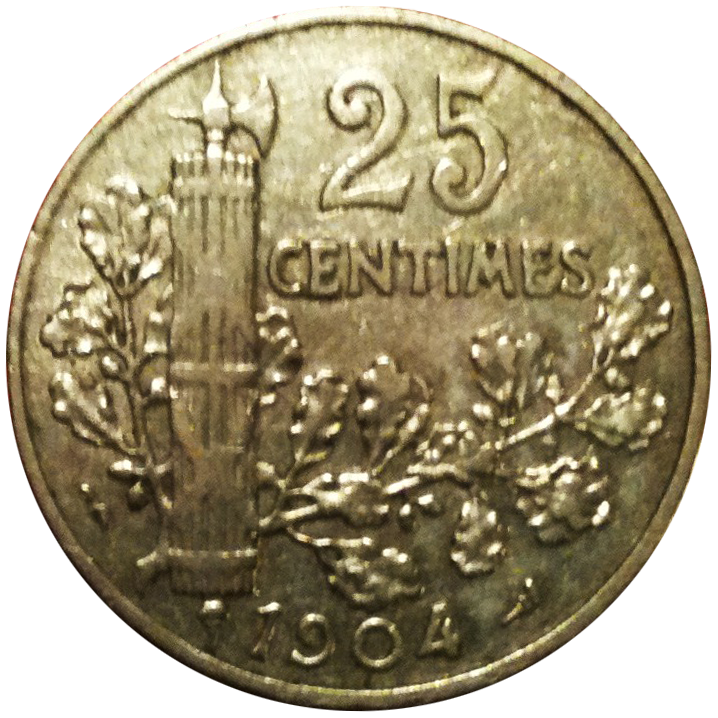
Pièce de 25 centimes Patey de millésime 1904.

La cérémonie de pose de la première pierre a lieu le 26 juin 1904, à 10 h, sous la présidence de René Franco (sous-préfet de Joigny) et en présence de tous les directeurs et censeurs ainsi que les employés de la Caisse. Le cortège se forme devant le bâtiment d’alors de la Caisse et se rend sur le chantier de construction. La Lyre jovinienne, orchestre d'harmonie, formée en deux rangs salue leur arrivée. Félix Besnard, le maire de Joigny et président du conseil des directeurs, prend la parole en premier : il salue l’édification du bâtiment et l’épargne et félicite l’architecte et les entrepreneurs. Préalablement, un parchemin sur lequel est inscrit la date de la cérémonie ainsi que les noms du président de la République (Émile Loubet), du président de la cérémonie, des directeurs et du caissier de la Caisse, de l’architecte de l’entrepreneur de la construction est renfermé dans un tube en verre doublé d’un tube en plomb qui contient une série de pièces contemporaines en francs ; ces tubes sont placés dans la première pierre qui est scellée par Besnard à l’aide d’une truelle et d’un marteau neufs. S’ensuit un discours de Franco qui trace un historique d’activités municipales et souhaite « longue vie et prospérité » au nouvel édifice. La cérémonie est conclue par un buffet à l’hôtel de ville avec un nouveau discours de Besnard,.

### Construction
L’édifice est élevé selon les plans de l’architecte Georges Blot.

### Inauguration
Au mois de mars 1906 déjà, on évoque une possible inauguration. Gaston Doumergue (ministre du Commerce et de l’Industrie) est invité à participer à une telle cérémonie ; prévue lors des fêtes des 17 et 24 juin 1906, conjointement avec l’inauguration du collège et des annexes de l’hôpital, elle est finalement reportée à cause de l’indisponibilité du ministre. La cérémonie d’inauguration a finalement lieu le 22 juillet 1906. Le ministre est alors reçu par Jean Peyre (préfet de l’Yonne), Félix Besnard et de nombreuses notabilités dans le nouvel édifice. Un vin d’honneur est offert à Doumergue à cette occasion, qui prononce un discours et remet plusieurs distinctions (notamment celle d’officier de l'instruction publique à l’architecte),.

## Structure

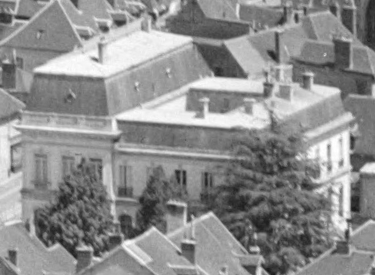
Vue aérienne des façades arrière et latérale, en juin 1956.
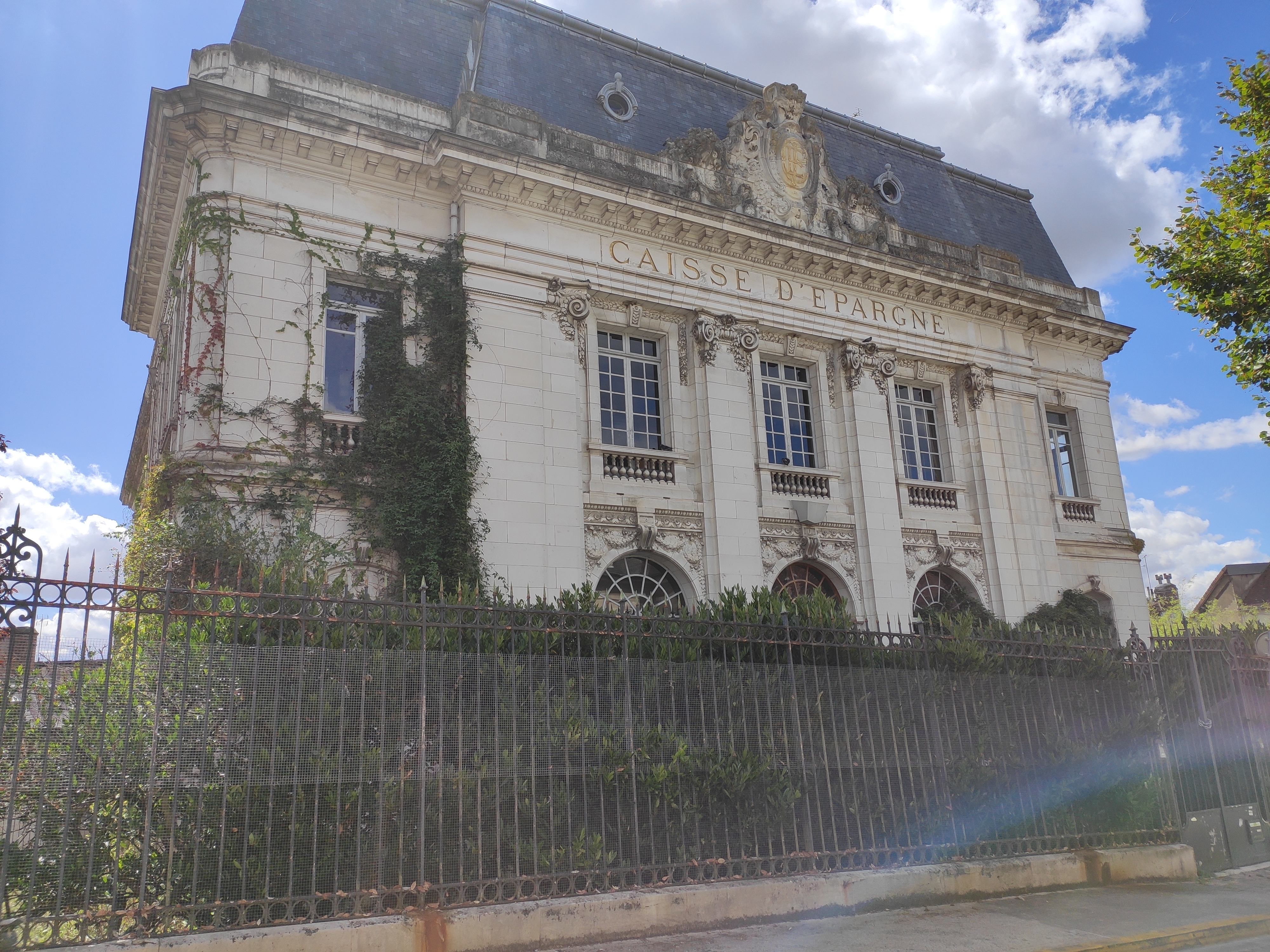
Façade principale avec du lierre grimpant, en août 2020.